# Lakeland (Queensland)
Lakeland (auch bekannt als Lakeland Downs) ist eine Ortschaft im Cook Shire, Queensland, Australien. Nach dem australischen Zensus von 2021 hat Lakeland eine Bevölkerung von 333 Menschen. Der Ort ist nach William Lakeland benannt, der einer der ersten Siedler auf der Kap-York-Halbinsel war.

## Geographie
Lakeland ist ein kleiner Gutshof auf der Kap-York-Halbinsel. Wirtschaftliche Haupterzeugnisse sind Bananen und Vieh. Der Ort liegt an der Kreuzung der Peninsula Developmental Road und des Mulligan Highways.

## Sehenswürdigkeiten
Lakeland verfügt über eine Reihe von Stätten, die in der Australian National Heritage List verzeichnet sind, darunter das Nuggety Gully Water Race and Chinese Camp im Mareeba Mining District.